# 위팔동맥
위팔동맥(brachial artery) 또는 상완동맥은 팔의 주요 혈관이다. 위팔동맥은 큰원근(teres major muscle)의 아래쪽 경계를 넘어 온 겨드랑동맥(axillary artery)이 연속된 동맥으로, 팔꿈치의 팔오금(cubital fossa)에 도달할 때까지 팔의 배쪽(ventral) 표면 아래로 계속 주행한다. 그런 다음 팔뚝을 따라 흐르는 노동맥(radial artery)과 자동맥(ulnar artery)으로 나뉜다. 몇몇 사람들에서 이 나뉘는 지점이 좀 더 위쪽일 수 있으며, 이 경우 노동맥과 자동맥이 위팔에서 보일 수 있다. 위팔동맥의 맥박은 위팔두갈래근(biceps brachii muscle) 힘줄 안쪽의 팔꿈치 앞쪽에서 촉진할 수 있다. 촉진 시에는 청진기나 혈압계를 이용한다.
위팔동맥은 정중신경(median nerve)과 밀접한 위치 관계를 가진다. 몸쪽에서 정중신경은 위팔동맥 바로 가쪽에 위치한다. 먼쪽으로 가면 정중신경은 위팔동맥 안쪽을 가로질러 팔꿉관절의 앞쪽에 놓이게 된다.

## 구조
위팔동맥은 다음과 같은 가지들을 낸다.
- 깊은위팔동맥(deep brachial artery, profunda brachii artery)
- 위자쪽곁동맥(superior ulnar collateral artery)
- 아래자쪽곁동맥(inferior ulnar collateral artery)
- 노동맥 - 종말가지.
- 자동맥 - 종말가지.
- 위팔뼈로 가는 영양가지(nutrient branch)들

또한 팔꿈치와 (겨드랑동맥에서) 어깨에서 중요한 동맥연결들을 만드는 데 기여한다.
위팔두갈래근의 힘살은 위팔동맥의 가쪽에 있다. 정중 신경은 대부분의 주행 경로에서 위팔동맥의 안쪽에 있다.

## 추가 이미지
위키미디어 공용에 위팔동맥 관련 미디어 분류가 있습니다.

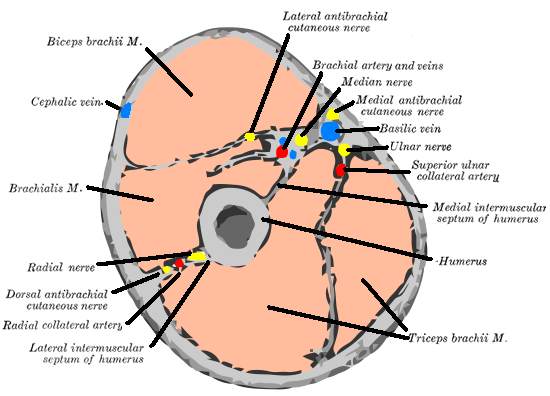
위팔 중간 높이에서의 단면
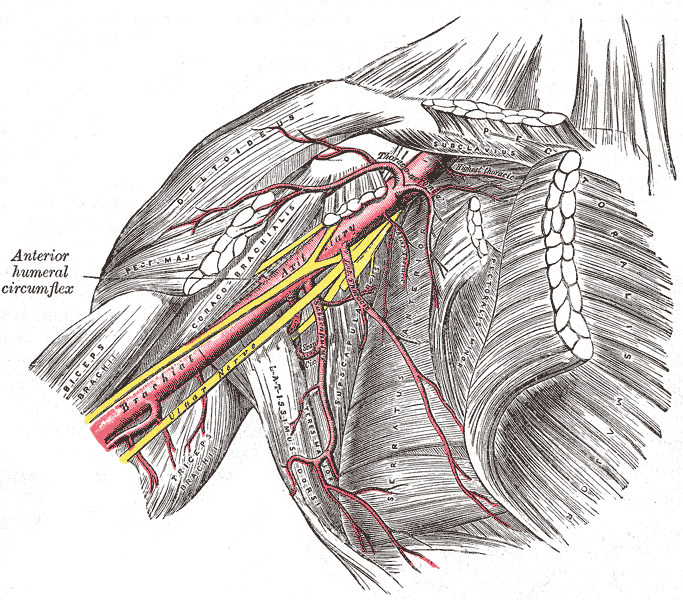
겨드랑동맥과 그 가지
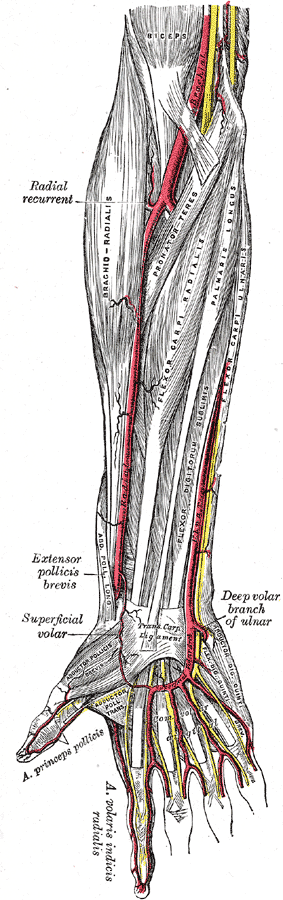
노동맥과 자동맥
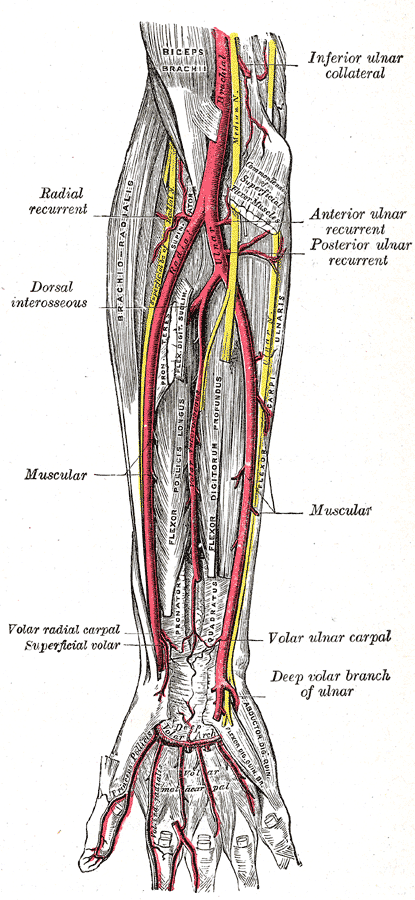
노동맥과 자동맥, 깊은곳에서의 그림
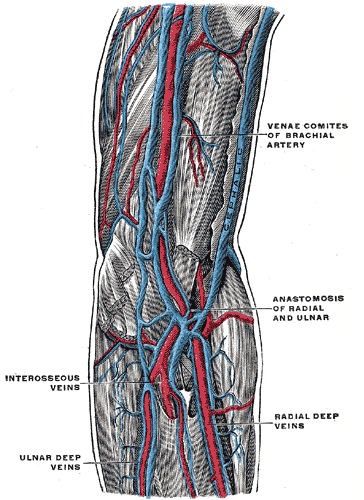
팔의 깊은 부분 정맥
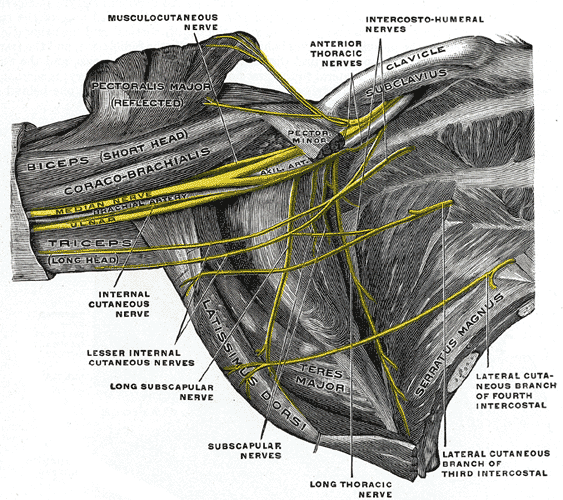
겨드랑에 있는 오른쪽 팔신경얼기(빗장밑부분). 아래와 앞에서 본 그림.
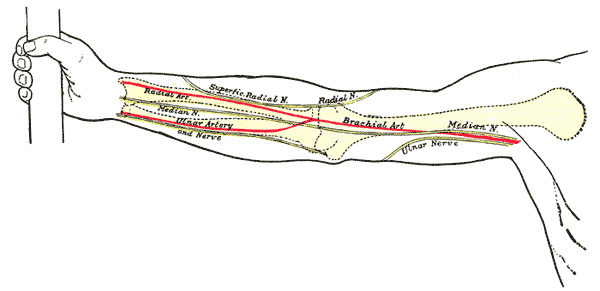
뼈, 동맥 및 신경을 표면에서 표시한 오른쪽 팔의 앞면
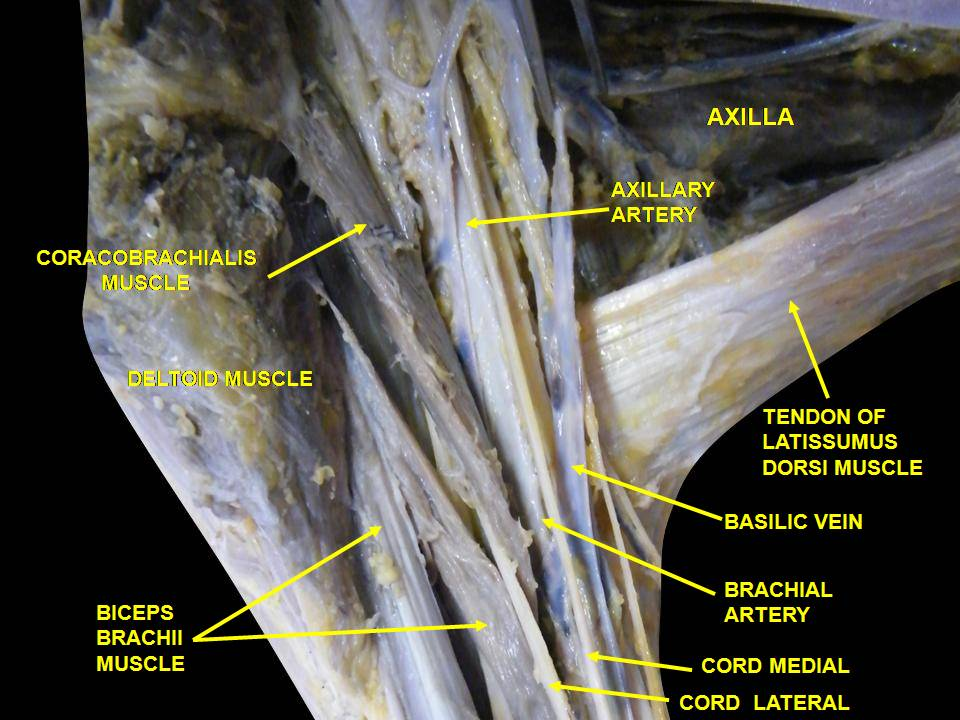
팔의 깊은 해부; 앞에서 본 사진.
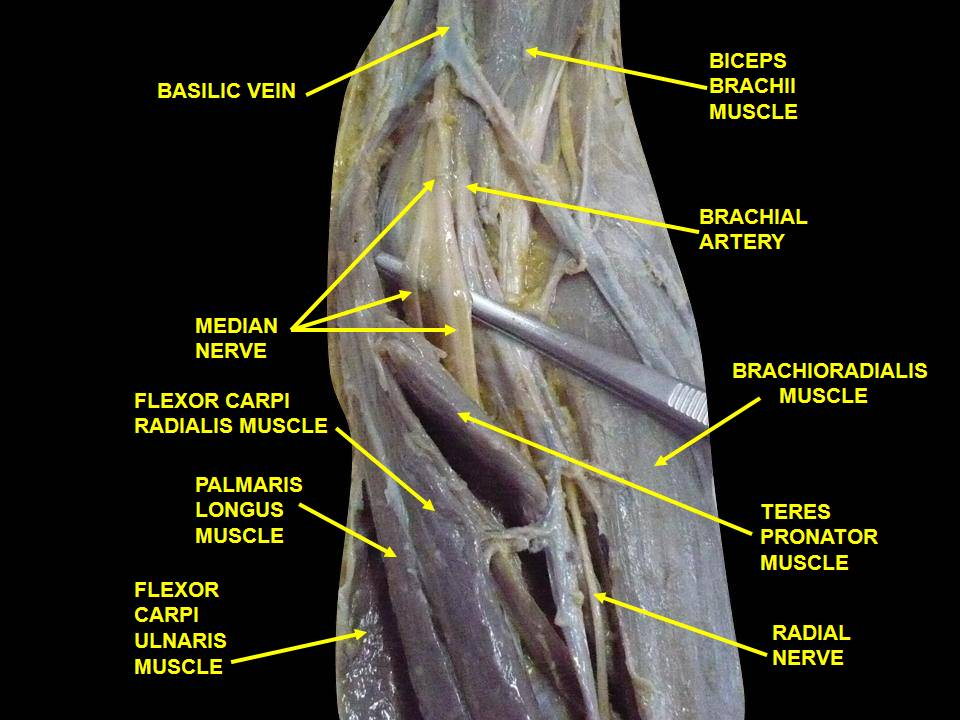
팔의 깊은 해부; 앞에서 본 사진
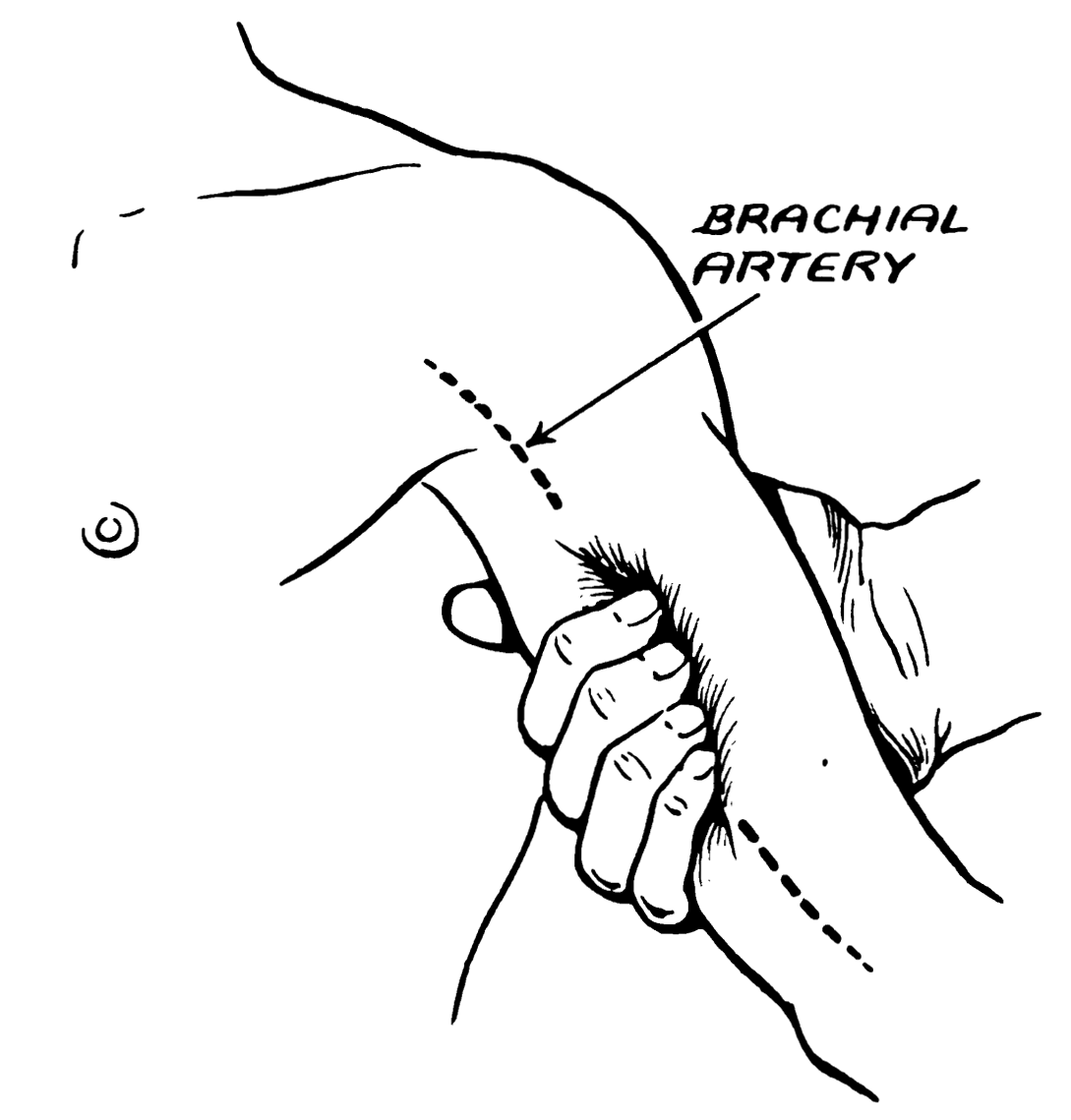
위팔동맥은 팔의 안쪽 중간에서 촉진될 수 있다.

## 같이 보기
- 넙다리동맥